# Bengeo Rural
Bengeo Rural est une paroisse civile du Hertfordshire, en Angleterre.